# Тьягу Перейра Кардозу
 Тья́гу Пере́йра Кардо́зу (порт. Tiago Pereira Cardoso; нар. 7 квітня 2006) — люксембурзький футболіст, воротар німецького клубу «Боруссія» (Менхенгладбах) і збірної Люксембургу.

## Клубна кар'єра
Виступав за юнацькі команди «Санем» і «Фола», а влітку 2022 року приєднався до академії німецького клубу «Боруссія» (Менхенгладбах). 19 грудня 2023 року дебютував за резервну команду в матчі Регіональної ліги «Захід» проти «Вупперталера». 30 вересня 2024 року підписав професіональний контракт з клубом.
1 березня 2025 року дебютував в основному складі «Боруссії» в матчі німецької Бундесліги проти «Гайденгайма», провівши «сухий» поєдинок. У віці 18 років і 328 днів став другим наймолодшим воротарем «Борусії» в Бундеслізі після Уве Кампса (18 років і 273 дні), побивши рекорд Марк-Андре тер Стегена (18 років і 345 днів). Окрім цього також став наймолодшим іноземним воротарем в історії Бундесліги, побивши рекорд бельгійця Куна Кастельса (20 років і 90 днів).

## Кар'єра в збірній
Виступав за збірні Люксембургу до 15 і до 17 років.
9 листопада 2022 року вперше викликаний до збірної Люксембургу головним тренером Люком Гольцем для участі в товариських матчах проти збірних Угорщини та Болгарії, але участі в цих іграх не брав.
9 червня 2023 року в товариському матчі проти збірної Мальти у віці 17 років дебютував за збірну Люксембургу, вийшовши на заміну Ральфу Шону в перерві гри.

## Особисте життя
Народився у Люксембурзі; має португальське походження.

## Статистика виступів

### Клубна статистика
Станом на 12 квітня 2025
| Клуб                        | Сезон             | Чемпіонат               | Чемпіонат | Чемпіонат | Кубок | Кубок | Єврокубки | Єврокубки | Інші  | Інші | Всього | Всього |
| Клуб                        | Сезон             | Дивізіон                | Матчі     | Голи      | Матчі | Голи  | Матчі     | Голи      | Матчі | Голи | Матчі  | Голи   |
| --------------------------- | ----------------- | ----------------------- | --------- | --------- | ----- | ----- | --------- | --------- | ----- | ---- | ------ | ------ |
| Боруссія (Менхенгладбах) II | 2023–24           | Регінальна ліга «Захід» | 3         | −4        | —     | —     | —         | —         | —     | —    | 3      | −4     |
| Боруссія (Менхенгладбах)    | 2024–25           | Бундесліга              | 5         | −5        | —     | —     | —         | —         | —     | —    | 5      | −5     |
| Всього за кар'єру           | Всього за кар'єру | Всього за кар'єру       | 8         | −9        | 0     | 0     | 0         | 0         | 0     | 0    | 8      | −9     |

### Міжнародна статистика
Станом на 10 червня 2025 
| Збірна            | Сезон             | Товариські | Товариські | Офіційні | Офіційні | Всього | Всього |
| Збірна            | Сезон             | Матчі      | Голи       | Матчі    | Голи     | Матчі  | Голи   |
| ----------------- | ----------------- | ---------- | ---------- | -------- | -------- | ------ | ------ |
| Люксембург        |                   |            |            |          |          |        |        |
| 2023              | 1                 | −1         | 0          | 0        | 1        | −1     |        |
| 2024              | 0                 | 0          | 2          | −3       | 2        | −3     |        |
| 2025              | 3                 | −1         | 0          | 0        | 3        | −1     |        |
| Всього за кар'єру | Всього за кар'єру | 4          | −2         | 2        | −3       | 6      | −5     |

### Матчі за збірну
Станом на 10 червня 2025 
| Матчі Тьягу Перейри Кардозу за збірну Люксембургу | Матчі Тьягу Перейри Кардозу за збірну Люксембургу | Матчі Тьягу Перейри Кардозу за збірну Люксембургу | Матчі Тьягу Перейри Кардозу за збірну Люксембургу | Матчі Тьягу Перейри Кардозу за збірну Люксембургу | Матчі Тьягу Перейри Кардозу за збірну Люксембургу | Матчі Тьягу Перейри Кардозу за збірну Люксембургу | Матчі Тьягу Перейри Кардозу за збірну Люксембургу |
| №                                                 | Дата                                              | Суперник                                          | Рахунок                                           | Голи                                              | Картки                                            | Хвилини                                           | Змагання                                          |
| ------------------------------------------------- | ------------------------------------------------- | ------------------------------------------------- | ------------------------------------------------- | ------------------------------------------------- | ------------------------------------------------- | ------------------------------------------------- | ------------------------------------------------- |
| 1                                                 | 9 червня 2023                                     | Мальта                                            | 0–1                                               | −1                                                |                                                   | 25'                                               | Товариський матч                                  |
| 2                                                 | 15 листопада 2024                                 | Болгарія                                          | 0–1                                               | −1                                                |                                                   | 88'                                               | Ліга націй УЄФА 2024–25 (C)                       |
| 3                                                 | 18 листопада 2024                                 | Північна Ірландія                                 | 2–2                                               | −2                                                |                                                   | 90'                                               | Ліга націй УЄФА 2024–25 (C)                       |
| 4                                                 | 25 березня 2025                                   | Швейцарія                                         | 1–3                                               |                                                   |                                                   | 45'                                               | Товариський матч                                  |
| 5                                                 | 6 червня 2025                                     | Словенія                                          | 0–1                                               |                                                   |                                                   | 90'                                               | Товариський матч                                  |
| 6                                                 | 10 червня 2025                                    | Ірландія                                          | 0–0                                               |                                                   |                                                   | 90'                                               | Товариський матч                                  |

Всього: 6 матчі / 5 пропущених голи; 0 перемог, 2 нічиї, 4 поразки.